# Consejo Nacional Indio de Venezuela
El Consejo Nacional Indio de Venezuela (CONIVE) és un partit polític veneçolà fundat en 1989 que defensa els drets de les comunitats indígenes. El seu principal líder és Noelí Pocaterra.

## Història
A partir de 1998 fan costat al president Hugo Chávez i participen aportant idees per al procés constituent veneçolà en el refereido als pobles indígenes. Per a l'any 2000 CONIVE participa en les eleccions parlamentàries per a elegir la representació dels tres diputats indígenes que per primera vegada es realitzaven a Veneçuela, aconseguint obtenir els tres curuls per a les minories indígenes. En les eleccions parlamentàries de 2005 va guanyar dues dels tres llocs; el de la Regió Orient, amb el Diputat José Poyo i la Regió Occident, amb la Diputada Noelí Pocaterra obtenint un total de 831.112 vots (inclòs els vots del suplent per cada regió). La proximitat de CONIVE amb Chávez ha fet que Pocaterra hagi estat triada dins de la directiva de l'Assemblea Nacional.
A l'elecció legislativa indígena va ser el segon partit de Veneçuela més votat, sense ser una llista nacional.

## Resultats electorals

### Eleccions legislatives indígenes
| Elecció | Vots      | Percentatge      | Escons indígenes |
| ------- | --------- | ---------------- | ---------------- |
| 2018    | 1.280.896 | \| \| 53,25 % \| | 6 / 8            |
|         | 53,25 %   |                  |                  |